# Toxicodendron pubescens
Espèce
Toxicodendron pubescens, le sumac vénéneux, est une espèce de plantes dicotylédones de la famille des Anacardiaceae, originaire du Sud-Est des États-Unis. C'est un arbuste, parfois grimpant, pouvant atteindre un mètre de haut. Le latex, présent dans toutes les parties de la plante, contient notamment de l'urushiol, susceptible de provoquer de sévères dermatites de contact chez les personnes sensibilisées.

## Synonymes
Selon The Plant List (26 septembre 2020)
- Cotinus radicans (L.) Borkh.
- Cotinus toxicodendron (L.) Borkh.
- Philostemon toxicodendron (L.) Raf.
- Rhus acutiloba Turcz.
- Rhus humilis Salisb.
- Rhus lobata Hook.
- Rhus pubescens (Mill.) Farw.
- Rhus radicans var. pubescens (Mill.) Farw.
- Rhus scandens Salisb.
- Rhus toxicarium Salisb.
- Rhus toxicodendron L.[2]
- Rhus varielobata Steud.
- Toxicodendron magnum Bertram ex Steud.
- Toxicodendron quercifolium (Michx.) Greene[2]
- Toxicodendron serratum Mill.
- Toxicodendron toxicarium Gillis[2]
- Toxicodendron toxicodendron (L.) Britton
- Toxicodendron volubile Mill.

## Utilisation
Aux États-Unis, Toxicodendron pubescens est utilisé en homéopathie pour lutter contre l'inflammation due à l'arthrite, cependant cet usage n'a pas fait l'objet d'évaluation par la Food and Drug Administration (FDA, Agence américaine des produits alimentaires et des médicaments),,.